# 慶尚北道

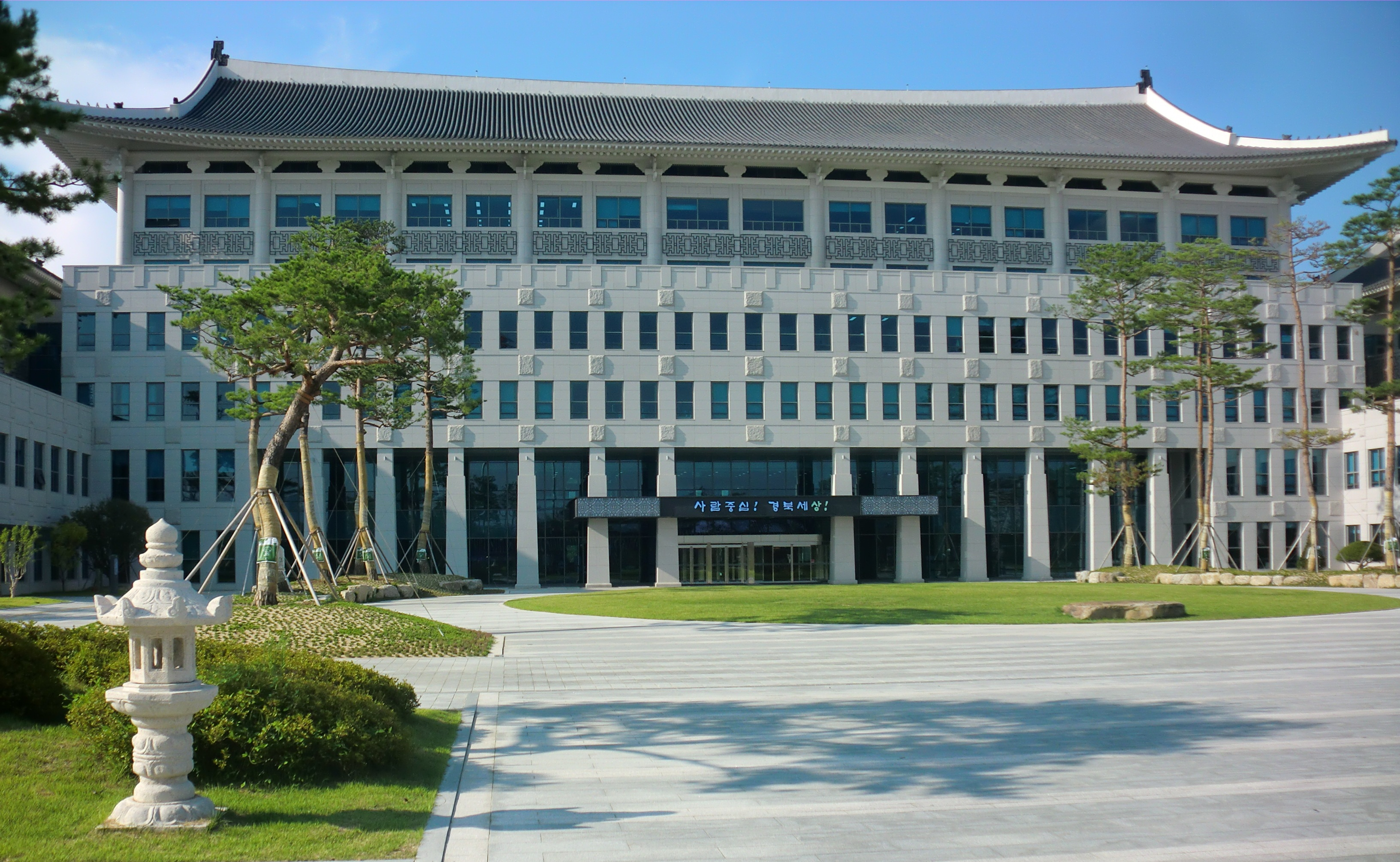
慶尚北道庁

慶尚北道（キョンサンブクト、けいしょうほくどう、朝: 경상북도）は、大韓民国（韓国）の道。慶北（キョンブク、경북）と略される。

## 概要
「慶尚」とはかつての中心都市であった慶州（新羅の古都）、尚州を組み合わせた合成地名であり、この周辺地域を慶尚道と呼ぶ。行政区画としては李氏朝鮮の時代に東西に分けられたりなど試行錯誤が行われ、1896年勅令第36号で朝鮮八道における慶尚道の北半分を慶尚北道と定めた。
かつて慶尚北道の一部であった大邱市は1981年に大邱直轄市（1995年より大邱広域市）として分離した。その後も道庁は大邱広域市に置かれていたが、2016年2月12日に安東市に移転した。
東は日本海に面し、北は江原特別自治道に、西は忠清北道・全北特別自治道に、南は慶尚南道に接しており、韓国で一番面積が広い道（国土面積の20%、日本の四国の面積とほぼ同じ）になっている。東海岸は花崗岩地形が多く、2025年にユネスコ世界ジオパークに指定された。
韓国第三の都市・大邱市の後背地で、中京圏と同じ立ち位置である。
道の大部分が太白山脈、小白山脈に囲まれる盆地であるため、韓国でもっとも暑い地域であるといわれる。
農業が重要な産業のひとつであり、コメ、豆、ジャガイモ、大麦などが生産される。大邱周辺で生産されるリンゴは特産物であるといえる。酪農業も営まれる。漁業もまた盛んであり、エビ、カニなどの甲殻類、海藻やイカが漁獲される。
なお、韓国政府の立場では、竹島（韓国名：独島）は鬱陵郡に所属するので、慶尚北道の管轄となる。
1月の平均気温：
安東（-2.3℃）　浦項（1.6℃）　聞慶（-2.0℃）
8月の平均気温：
安東（25.0℃） 浦項（25.4℃）　聞慶（24.6℃）

## 歴史
- 1314年　慶尚道が成立する。
- 1896年　慶尚北道と慶尚南道に分離する。
- 1946年10月1日 大邱10月事件。
- 1963年　蔚珍郡を江原道から編入する。
- 1981年　大邱市、直轄市に昇格し道から分離する。
- 1995年　達城郡を大邱広域市に編入する。
- 2005年3月16日　慶尚北道知事、島根県の竹島の日制定に抗議して姉妹都市提携破棄を宣言する。
- 2005年6月9日　10月を独島の月とし、日本との交流を制限する条例を制定する。
- 2006年6月1日　知事選挙で金寛容（キム・グァンヨン）が新しい知事になる（任期は7月1日から）。
- 2009年3月13日　サイバー独島士官学校を設立[4]
- 2016年2月12日　道庁を大邱広域市から安東市に移転する。
- 2023年7月1日　軍威郡を大邱広域市に編入する[5]。

## 政治
保守系が強く、1995年以降の歴代知事はすべて保守系であり、道議会も一貫して保守系政党が多数を占める。

### 議会
慶尚北道議会は一院制で、定数61議席である。小選挙区55議席と比例代表6議席で構成されている。

## 慶尚北道の自治体
10の市と12の郡が設置されている。

### 市部
- 浦項市
  - 南区
  - 北区
- 安東市（道庁所在地）
- 慶州市
- 金泉市
- 亀尾市
- 栄州市
- 永川市
- 尚州市
- 聞慶市
- 慶山市

### 郡部
- 義城郡
- 青松郡
- 英陽郡
- 盈徳郡
- 清道郡
- 高霊郡
- 星州郡
- 漆谷郡
- 醴泉郡
- 奉化郡
- 蔚珍郡
- 鬱陵郡

読みは大韓民国の地方行政区画を参照。

## 著名な出身者
- 朴正煕（第5,6,7,8,9代大韓民国大統領）
- 李明博（第17代大韓民国大統領）
- 朴槿恵（第18代大韓民国大統領）※出身地の大邱市は現在は広域市となり道から独立しており慶尚北道の区域ではないが、出生時は慶尚北道大邱市であった。
- 李在明（第21代大韓民国大統領）
- 金道源
- 鄭淵珠
- 柳時敏
- チャン・ウヒョク（元H.O.T.メンバー）
- ソン・ジヒョ（女優）
- ナム・サンミ（女優）
- イ・ヨンア（女優）
- ソン・ドンピョ(X1メンバーPRODUCE　X　1016位)

## 友好自治体
- オハイオ州
- 河南省
- イルクーツク州
- 北西州
- アルザス地域圏
- ブルサ県
- タイグエン省
- ジョグジャカルタ特別州
- カスティーリャ・レオン州

日本の島根県と姉妹都市であったが、2005年に竹島の日が制定されると、慶尚北道の議会は日章旗を焼くなどの抗議をし、島根県との姉妹都市関係を撤回し、断交を宣言した。同年、独島の月を制定し、日本との交流を制限することを宣言している。